# Carol Waller
Carol Waller (20 settembre 1949) è una dirigente sportiva ed ex calciatrice neozelandese, di ruolo portiere.

## Biografia
Nel 1973 è fra prime giocatrici dell'Eden, una delle prime squadre femminili di Auckland, fusasi nel 1997 nel Three Kings United nel cui comitato è membro a vita.

### Nazionale
Carol Waller è stata il portiere della squadra che ha inaugurato la storia delle Football Ferns il 25 agosto 1975, con l'esordio in AFC Women's Asian Cup. La Nuova Zelanda vinse poi quell'edizione (la prima) della manifestazione.
Abbandona relativamente presto l'attività agonistica a causa di un infortunio, e la Coppa d'Asia 1975 resta la sua unica esperienza in nazionale.

### Dirigente Sportiva
Fin dagli anni '70, Carol Waller si è dedicata al lato amministrativo del calcio femminile, soprattutto a livello locale, ma anche nazionale e per due anni è stata membro del comitato dell'OFC per il calcio femminile.
Ha ricoperto in diverse occasioni incarichi dirigenziali per la FIFA.
È membro a vita dell'Auckland Women's Football Association e account manager della Auckland Football Federation.

## Palmarès
- Coppa d'Asia: 1

Hong Kong 1975